# Référendum guyanais du 10 janvier 2010
Le référendum guyanais du 10 janvier 2010 est un référendum local qui a eu lieu en Guyane, le même jour que celui identique organisé en Martinique, afin de proposer une plus large autonomie à la région. Comme celui martiniquais, il se solde par une large victoire du non. 

## Contexte
Le référendum est décidé courant 2009 à la suite de la grève générale aux Antilles ayant eu lieu en début d'année. La consultation propose une autonomie accrue, en passant sous le statut de collectivité d'outre-mer au lieu de celui de département et de région.

## Question
« Approuvez-vous la transformation de la Guyane en une collectivité d'outre-mer régie par l'article 74 de la Constitution, dotée d'une organisation particulière tenant compte de ses intérêts propres au sein de la République ? »

## Résultats
| Choix                  | Votes  | %     |
| ---------------------- | ------ | ----- |
| Pour                   | 9 448  | 29,78 |
| Contre                 | 22 281 | 70,22 |
|                        |        |       |
| Votes valides          | 31 729 | 97,67 |
| Votes blancs et nuls   | 757    | 2,33  |
| Total                  | 32 486 | 100   |
| Abstention             | 34 974 | 51,84 |
| Inscrits/Participation | 67 460 | 48,16 |

Approuvez-vous la transformation de la Guyane en une collectivité d'outre-mer régie par l'article 74 de la Constitution, dotée d'une organisation particulière tenant compte de ses intérêts propres au sein de la République ?
| Pour 9 448 (29,78 %) |  |  | Contre 22 281 (70,22 %) |
| ▲                    |  |  |                         |
| Majorité absolue     |  |  |                         |

## Second référendum
À la suite de ce rejet, un nouveau référendum est organisé le 24 janvier, proposant simplement un régime d'assemblée unique remplaçant le Conseil général et le Conseil régional. Après ce scrutin, qui voit la population approuver le projet à une large majorité, la création de l’Assemblée de Guyane prend effet le 1er janvier 2016.